# 개방형 협업
개방형 협업(Open collaboration)은 "기여자와 비기여자 모두에게 제공되는 경제적 가치가 있는 제품(또는 서비스)을 만들기 위해 상호 작용하는 목표 지향적이지만 느슨하게 조정된 참가자에 의존하는 혁신 또는 생산 시스템"이다. 이는 오픈 소스 소프트웨어에서 눈에 띄게 관찰되지만 인터넷 포럼, 메일링 리스트 및 온라인 커뮤니티와 같은 다른 많은 경우에서도 찾을 수 있다. 개방형 협업은 비트코인, TEDx, 위키백과 등 다양한 벤처를 강조하는 운영 원칙이다.

## 역사
개방형 협업은 피어 프로덕션 및 대량 협업의 기본 원칙이다. 처음에는 오픈 소스 소프트웨어에서 관찰되었으며 리처드 스톨먼의 GNU 선언문에 의해 대중화되었다. 그 이후로 인터넷 포럼, 메일링 리스트, 인터넷 커뮤니티 및 많은 사례와 같은 다른 많은 사례에서도 찾을 수 있다. 크리에이티브 커먼즈와 같은 오픈 콘텐츠. 또한 크라우드소싱, 협력적 소비, 개방형 혁신(오픈 이노베이션)의 몇 가지 사례를 들 수 있다.

## 같이 보기
- 일반인 기반 공동 생산방식
- 오픈 소스 모델
- 오픈 놀리지